# Казальсеруго
Казальсеруго (итал. Casalserugo) — коммуна в Италии, располагается в провинции Падуя области Венеция.
Население составляет 5525 человек (на 2004 г.), плотность населения составляет 368 чел./км². Занимает площадь 15,52 км². Почтовый индекс — 35020. Телефонный код — 049.
В коммуне 2 февраля особо празднуется Сретение Господне.